# Splash (MV Killa e Yung Snapp)
Splash è un singolo del rapper italiano MV Killa e del produttore Yung Snapp, pubblicato il 15 gennaio 2021 come quarto estratto dall'album in studio Hours.
Il brano ha riscosso molto successo, tanto da renderlo uno dei tormentoni del mese di gennaio sulla piattaforma TikTok.

## Tracce
1. Splash – 2:53

## Video musicale
Il video del brano è stato pubblicato il 13 gennaio 2021 sul canale YouTube di MV Killa.

## Classifiche
| Classifica (2021) | Posizione massima |
| ----------------- | ----------------- |
| Italia            | 26                |